# 卡爾·亞歷山大 (圖恩和塔克西斯)
卡爾·亞歷山大（德語：Karl Alexander，1770年2月22日—1827年7月15日），圖恩和塔克西斯親王，1805年至1827年在位。

## 家庭
1789年，卡爾·亞歷山大與梅克倫堡-施特雷利茨的特蕾莎結婚，兩人共有3子2女：
1. 格奧爾格·卡爾（1792年—1795年），夭折
2. 瑪麗亞·特蕾莎（英语：Princess Maria Theresia of Thurn and Taxis (1794–1874)）（1794年—1874年）
3. 瑪麗亞·索菲亞（英语：Princess Maria Sophia of Thurn and Taxis）（1800年—1870年）
4. 馬克西米利安·卡爾（1802年—1871年）
5. 腓特烈·威廉（1805年—1825年），早逝